# Karim Chaban
Karim Mohmet Chaban (Marsella, 6 de enero del 2000) es un futbolista argelino que juega como extremo izquierdo en el Atlético Albacete de la Tercera Federación.

## Trayectoria
Nacido en Marsella, hijo de padres de la ciudad argelina de Orán, se une al fútbol base del Olympique de Marsella en 2017 procedente del SC Air Bel. En marzo de 2018 se marcha al RSC Anderlecht, aunque regresa al fútbol base francés en agosto de la mano del Gazélec Ajaccio. En 2019 ficha por el CSD Câmara de Lobos para jugar en el Campeonato de Portugal. En febrero del año siguiente firma por el Águilas FC de la Tercera División.
El 19 de enero de 2021 firma por el UCAM Murcia para jugar en su filial en la misma categoría. A pesar de sus buenas actuaciones en el filial nunca contó para el primer equipo, por lo que en agosto del mismo año se declara en rebeldía, marchándose a su país sin permiso del club. Inmediatamente firma por el Difaa El Jadida de la Liga de Fútbol de Marruecos.
En 2022 regresa a España para jugar en el filial del Albacete Balompié en categoría regional. Logra debutar con el primer equipo el 28 de octubre al entrar como suplente en los minutos finales de un empate por 1-1 frente a la SD Eibar en la Segunda División.

## Clubes
Actualizado al último partido disputado el 2 de abril de 2022.
| Club                | País      | Año       | Partidos | Goles |
| ------------------- | --------- | --------- | -------- | ----- |
| CSD Câmara de Lobos | Portugal  | 2019-2020 | 10       | 1     |
| Águilas FC          | España    | 2020-2021 | 12       | 1     |
| UCAM Murcia "B"     | España    | 2021      | 14       | 3     |
| Difaa El Jadida     | Marruecos | 2021-2022 | 3        | 0     |
| Atlético Albacete   | España    | 2022-act. | 21       | 16    |
| Albacete Balompié   | España    | 2022-act. | 3        | 0     |